# Esra Erol (Fernsehmoderatorin)

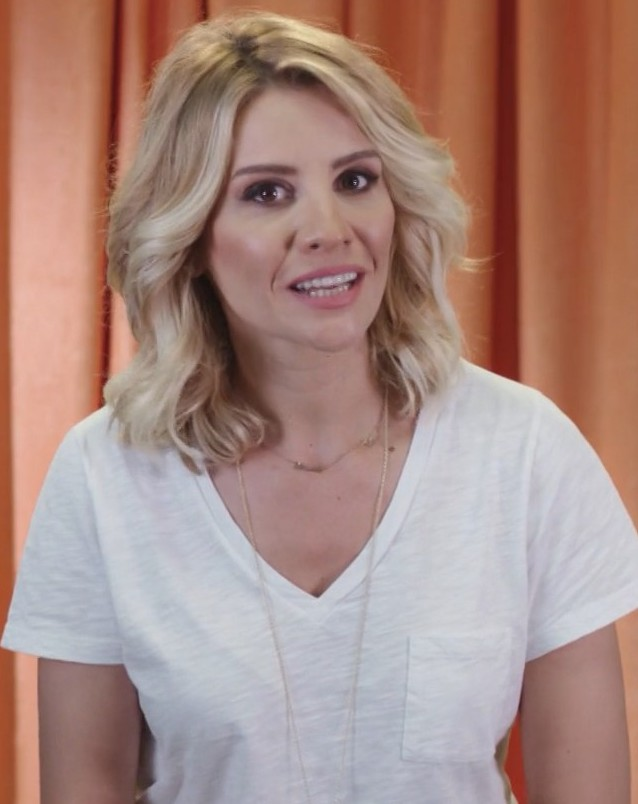
Esra Erol (2017)

Esra Erol (* 12. Mai 1982 in Istanbul) ist eine türkische Fernsehmoderatorin.

## Leben und Karriere
Erol wurde am 12. Mai 1982 in Istanbul geboren. Ihre Eltern sind Necla Sinoplu und Seyfi Erol, der Polizist ist. Sie hat vier Geschwister. Sie besuchte eine Schule in Kütahya. Danach studierte Erol an der Maltepe-Universität, später an der Marmara-Universität. Dort studierte sie Radio und TV. Erols erste Moderation war 2004 die Sendung Turkuaz auf Kanal D. Anschließend moderierte sie die Sendung Dest-i İzdivaç auf Flash TV, wodurch sie bekannter wurde. Sie wurde bislang mit drei Altın Kelebek Ödülleri als beste Fernsehmoderatorin ausgezeichnet.

## Moderation

### Fortlaufend
- seit 2015: Esra Erol'da, ATV (Türkei)

### Ehemalig
- 2003: Siemens Mobile Kuşak, Teknoloji TV
- 2005–2007: Turkuaz, Kanal D
- 2007: Esra Erol'la Dest-i İzdivaç, Flash TV
- 2008: Esra Erol'la İzdivaç, Star TV
- 2009–2013: Esra Erol'da Evlen Benimle, ATV
- 2013–2015: Esra Erol'la, FOX Türkiye

## Filmografie

### Filme
- 2005: Başkan
- 2009: Kanal-İ-Zasyon
- 2010: Kamerayla İzdivaç

### Fernsehserien
- 2004: Kalp Gözü
- 2004: Cennet Mahallesi
- 2005: Çemberimde Gül Oya[4]
- 2005: Tuzak
- 2012: Alemin Kıralı (Folge 56)
- 2012: Yalan Dünya

## Auszeichnungen

### Altın Kelebek
- 2011: Altın Kelebek Ödülleri als beste Fernsehmoderatorin[5]
- 2012: Altın Kelebek Ödülleri als beste Fernsehmoderatorin
- 2014: Altın Kelebek Ödülleri als beste Fernsehmoderatorin[6]

### Weitere
- 1. Kristal Fare Medya Ödülleri (2012) als beste Fernsehmoderatorin
- 11. Magazinci.com İnternet Medyası (2012)
- Karadeniz Vakfı (KarVak) Ödülleri (2013)
- 2. Kristal Fare Medya Ödülleri (2013)
- MGD 19. Altın Objektif Ödülleri (2013)
- 13. Magazinci.com İnternet Medyası (2014)
- 5. Quality Of Magazine Dergisi Ödülleri (2014)
- 3. Kristal Fare Medya Ödülleri (2014)
- 2. Elele Avon Kadın Ödülleri (2016)
- 16. Magazinci.com İnternet Medyası (2016) als beste Fernsehmoderatorin
- MGD 22. Altın Objektif Ödülleri (2018) als beste Fernsehmoderatorin
- Ayaklı Gazete TV Yıldızları Ödül Töreni (2020) Bestes Tagesprogramm (Esra Erol'da)[7]